# 魚市鎮
魚市鎮（ぎょしちん）は中華人民共和国湖南省懐化市新晃トン族自治県の鎮。

## 行政区画
- 魚市社区
- 酒店塘社区
- 新橋村
- 団渓村
- 天樅村
- 笑天洞村
- 岩山村
- 魚市村
- 前鋒村
- 光輝村
- 老黄沖村
- 小魚塘村
- 和平村
- 古里村
- 大壩河村

## 歴史
1956年、魚市郷を設立。1984年、魚市鎮に昇格。2015年10月、晏家郷（大湾村を除く）は魚市鎮に合併される。

## 地理
魚市鎮は新晃トン族自治県北部に位置し、北は貴州省銅仁市と、東は晃州鎮・禾灘鎮と、西は林沖鎮と、南は扶羅鎮とそれぞれ接している。
- 河川：㵲陽河（中国語版）

## 交通

### 鉄道
- 滬昆旅客専用線

### 道路
- - 滬昆高速公路（中国語版）